# Tschalabioghlu-Mausoleum
Das Tschalabioghlu-Mausoleum (persisch آرامگاه چلبی اوغلو Aramgah-e Tschalabioghlu, IPA: [ɑɾɑmgɑh ɛ t͡ʃælæbioɢlu]), auch Scheich-Barragh-Mausoleum (persisch آرامگاه شیخ براق Aramgah-e Scheych Barragh, IPA:  [ɑɾɑmgɑh ɛ ʃɛjx bæɾɾɑɢ]) ist ein historisches Mausoleum in der Stadt Soltanije in der iranischen Provinz Zandschan.
Das Mausoleum befindet sich 500 m südwestlich des Mausoleums von Öldscheitü. Es wurde in der Zeit zwischen den Jahren 1259 bis 1284 in der Ilchane-Ära gebaut. Wie es die erhaltenen Inschriften dokumentieren, ist das Mausoleum die Grabstätte von Scheich Barragh Baba, einem Mystiker in der Ilchane-Zeit. Das Tschalabioghlu-Mausoleum ist ein Grabturm aus dem mittleren islamischen Zeitalter und von diesem Gesichtspunkt aus ist es mit dem Imamzade Dschafar in Isfahan zu vergleichen.